# Stackars djur
 Stackars djur en svensk kortfilm från 2018 i regi av Daniil Piispanen.

## Handling
En deprimerad man, Johan, hoppas kunna återfå lite lycka i sitt liv genom att återförenas med sin familj under en middag.

## Medverkande
- Henrik Kvarnlöt – Johan
- Kajsa Ernst – mamma
- Ulf Brunnberg – Björn
- Sebastian Hiort af Ornäs – Jonas
- Ann Petrén – prästen